# Gammaropsis ociosa
Gammaropsis ociosa är en kräftdjursart som först beskrevs av J. L. Barnard 1962.  Gammaropsis ociosa ingår i släktet Gammaropsis och familjen Isaeidae. Inga underarter finns listade i Catalogue of Life.